# Jean Lucas
Jean Lucas (n. 25 aprilie 1917, Le Mans, Franța – d. 27 septembrie 2003, Saint-Martin-de-Ré, Poitou-Charentes, Franța) a fost un pilot de Formula 1. De-a lungul carierei a luat startul în 1 cursă, niciuna din pole-position. Nu a câștigat nicio cursă și nu a terminat niciodată pe podium, acumulând 0 puncte în întreaga activitate ca pilot de Formula 1.